# Pezodrymadusa uvarovi
Pezodrymadusa uvarovi är en insektsart som beskrevs av Karabag 1961. Pezodrymadusa uvarovi ingår i släktet Pezodrymadusa och familjen vårtbitare. Inga underarter finns listade i Catalogue of Life.